# Барлинек
Барлѝнек (на полски: Barlinek; на немски: Berlinchen) е град в Северозападна Полша, Западнопоморско войводство, Мишлибожки окръг. Административен център е на градско-селската Барлинешка община. Заема площ от 17,55 км2.